# 埃凯司特拉托司
埃凯司特拉托司（Echestratus），斯巴達國王亞基斯一世之子。在位期间，以清除山贼为理由，把军队开进了阿尔戈斯和拉哥尼亚的边境。当地的基努里亚人奋起反抗，但被斯巴达人征服。